# Nuno Pombo
Nuno Pombo, född 20 april 1978, är en portugisisk bågskytt. Han deltog vid olympiska sommarspelen 1996, 2000 och 2008.